# Ernst Stadler
Pour les articles homonymes, voir Stadler.
Ernst Marie Richard Stadler, né le 11 août 1883 à Colmar et mort le 30 octobre 1914 à Ypres, est un poète alsacien de nationalité allemande et de langue allemande.
Il est l'auteur d'un livre de poésie, Der Aufbruch, de textes critiques et de traductions en allemand de textes d'Honoré de Balzac, de Francis Jammes et de Charles Péguy.
La Bourse de traduction du Prix du Patrimoine Nathan Katz a été attribuée en 2013 à Philippe Abry pour la première traduction intégrale en français de l'œuvre principale de Stadler, Der Aufbruch.

## Biographie
Ernst Stadler est né à Colmar, dans l'Alsace alors annexée par le Reich wilhelmien.
Il a suivi ses études à Strasbourg puis à Oxford où il a reçu en 1906 la bourse Rhodes pour ses études au Magdalen Collège.
Sa première poésie a été influencée par Stefan George et Charles Péguy, mais dès 1911, il a commencé à développer un style différent, inspiré notamment des amples versets de Walt Whitman.
Son livre Der Aufbruch, publié en 1914, est considéré comme une des œuvres majeures de l'expressionnisme.
Ernst Stadler a été tué lors de la bataille de Zandvoorde proche de Ypres dans les premiers mois de la Première Guerre mondiale.
Il repose au cimetière Saint-Louis-Robertsau, à Strasbourg. Un bloc de granite portant une plaque en marbre marque sa tombe, entretenue par le Ministère des Anciens Combattants.
Dans le même quartier de la Robertsau, une rue porte son nom depuis 1971. Par la suite son prénom a été francisé (Ernest), mais l'ancienne plaque a été maintenue à proximité (Ernst).

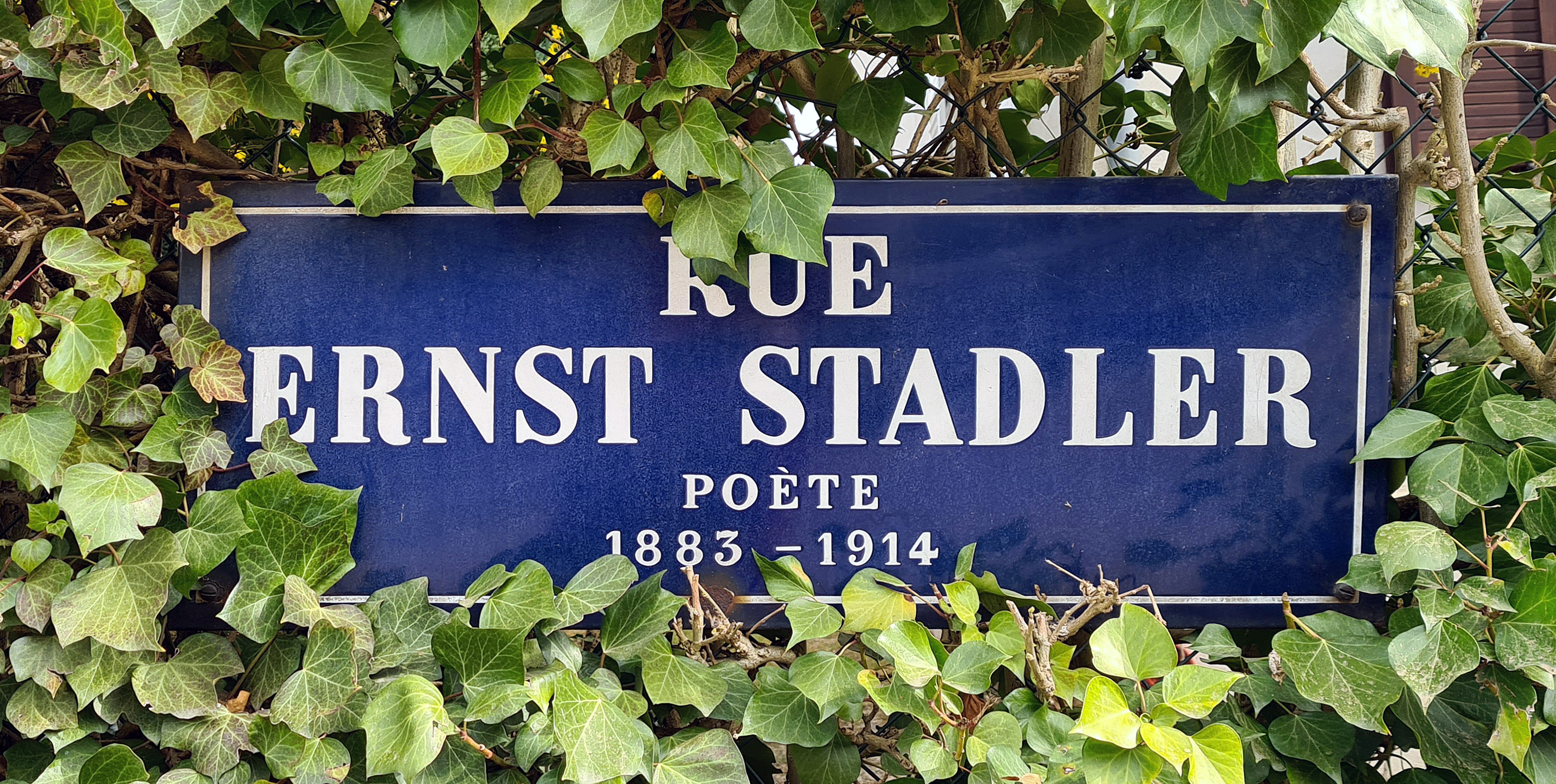
Ancienne plaque.
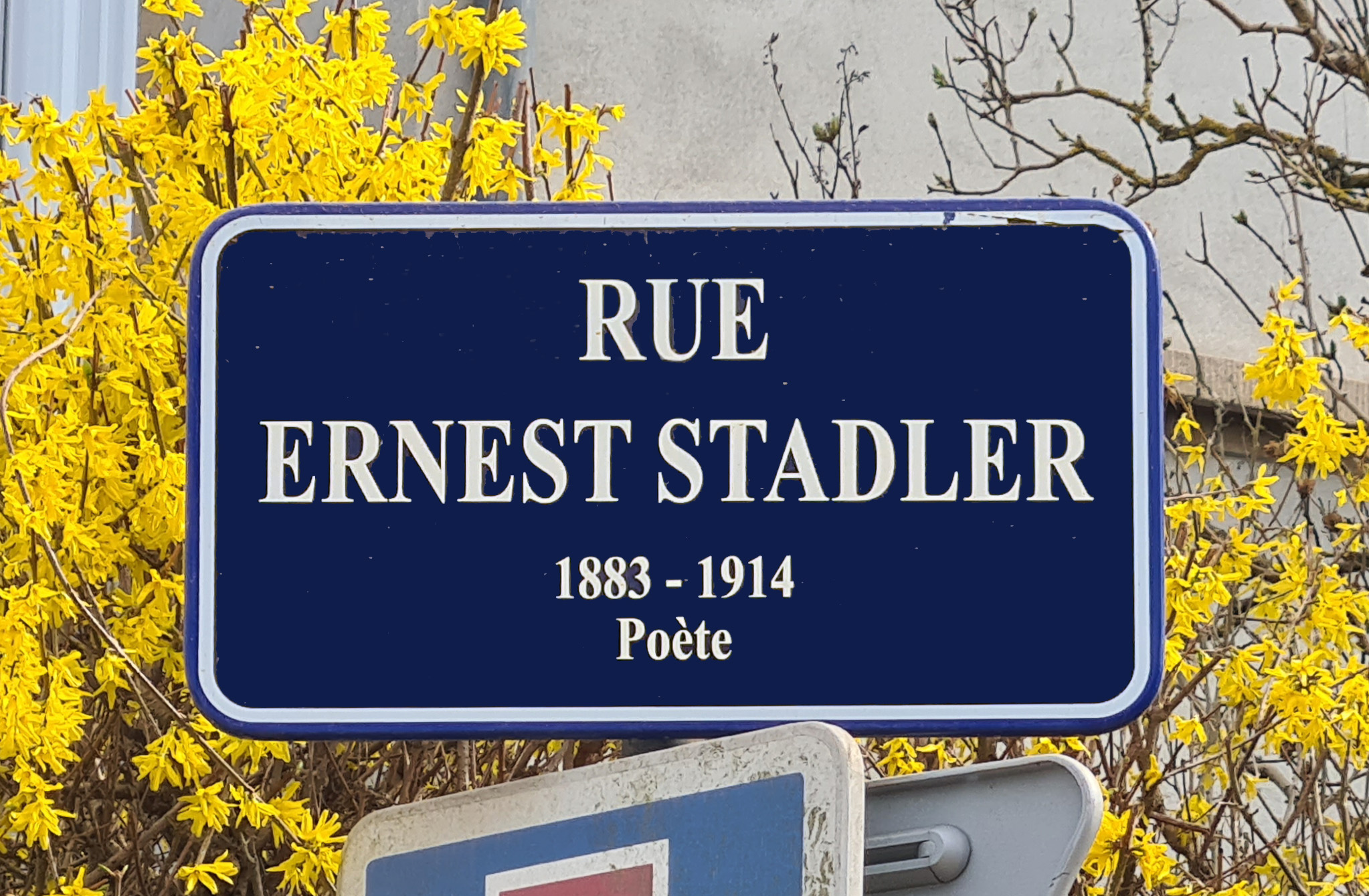
Nouvelle plaque.

## Œuvres

### En langue allemande
- Ernst Stadler Der Aufbruch (ed. Heinze Rölleke, Reclam, 1967)
- Gedichte des Expressionismus (ed. Dietrich Bode, Reclam, 1966)

### En langue française
- Der Aufbruch, choix de textes traduits par Guillevic, bilingue, Éditions Arfuyen, 1987
- Le Départ, traduction intégrale par Philippe Abry, bilingue, Éditions Arfuyen, 2014.
- Journal de guerre, 31 juillet - 22 octobre 1914, Kriegstagebuch traduit par Charles Fichter, Bf éd. 2015.